# Natascha Badmann
Natascha Badmann (Bazel, 6 december 1966) is een professioneel triatlete en duatlete uit Zwitserland, die meervoudig wereldkampioene Ironman, wereldkampioene duatlon op de korte afstand en wereldkampioene duatlon op de lange afstand is. Ze won zesmaal de Ironman Hawaï en driemaal de Ironman South Africa. Ze wordt ook wel The Swiss Miss genoemd. Badmann werd in eigen land tweemaal gekozen tot Zwitsers Sportvrouw van het Jaar: 1998 en 2002.

## Biografie
Op 17-jarige leeftijd werd Badmann moeder van haar dochter Anastasia, was secretaresse en had zij last van overgewicht. Om af te vallen is ze begonnen met sporten. Keerpunt in haar leven was in 1989 toen ze triatlontrainer Toni Hasler ontmoette. Hij ontdekte haar talent voor duursport en samen wisten ze dit uit te bouwen tot wereldklasse. Ze won de Ironman wereldkampioenschappen van 1998, 2000, 2001, 2002, 2004 en 2005 in Hawaï. In 2004 was ze eigenlijk tweede, maar Nina Kraft die voor haar geëindigd werd gediskwalificeerd wegens gebruik van epo. Het wereldkampioenschap duatlon schreef ze op haar naam in 1995 en 1997.
Haar trainer Toni Hasler is ook haar partner.

## Titels
- Wereldkampioene triatlon op de Ironman-afstand - 1998, 2000, 2001, 2002, 2004, 2005
- Wereldkampioene duatlon op de lange afstand - 1997
- Wereldkampioene duatlon op de korte afstand - 1995
- Europees kampioene triatlon op de olympische afstand - 1997

## Onderscheidingen
- Internationaal duatlete van het decennium
- Zwitsers sporter van het jaar (1998, 2002)
- Internationale triatlete van het jaar (2001, 2002)

## Palmares

### triatlon
- 1992: 26e EK olympische afstand in Lommel - 2:13.25
- 1993: 9e EK olympische afstand in Echternach - 2:14.28
- 1994: 11e EK olympische afstand in Eichstatt - 2:10.35
- 1994:  EK middenafstand in Novo mesto - 4:20.27
- 1995:  EK olympische afstand in Stockholm - 2:01.12
- 1995: 6e WK olympische afstand in Cancún - 2:06.49
- 1996: 13e EK olympische afstand in Szombathely - 2:04.27
- 1996: 20e WK olympische afstand in Cleveland - 1:56.38
- 1996: 6e WK lange afstand in Muncie - 4:17.38
- 1996:  Ironman Hawaï - 9:11.19
- 1997:  EK olympische afstand in Vuokatti - 2:13.34
- 1997: 31e WK olympische afstand in Perth - 2:06.07
- 1997: DNF Ironman Hawaï
- 1998: 10e EK olympische afstand in Velden - 2:06.14
- 1998: 10e WK olympische afstand in Lausanne - 2:11.04
- 1998:  Ironman Hawaï - 9:24.16
- 1999: 14e EK olympische afstand in Funchal - 2:05.17
- 1999: 47e WK olympische afstand in Montreal - 2:03.58
- 2000:  WK lange afstand in Nice - 7:05.44
- 2000:  Ironman Hawaï - 9:26.17
- 2001: 23e overall Ironman California - 9:18.48
- 2001:  Ironman Hawaï - 9:28.37
- 2002:  Ironman Hawaï - 9:07.54
- 2003:  Ironman Hawaï - 9:17.08
- 2004: 44e overall Wildflower Long Course - 4:45.31
- 2004: 25e overall Ironman 70.3 Eagleman - 4:13.42
- 2004:  Ironman Hawaï - 9:50.04
- 2005:  Ironman South Africa - 9:23.51
- 2005:  Florida Half Ironman - 4:23.17
- 2005: 19e overall Ironman 70.3 Eagleman - 4:21.00
- 2005:  Ironman Hawaï - 9:09.30
- 2006:  Ironman South Africa - 9:46.38
- 2006: 16e overall Ironman 70.3 Eagleman - 4:18.12
- 2006: 10e Ironman Hawaï - 9:38.52
- 2007:  Ironman South Africa - 9:22.01
- 2007: DNF Ironman Hawaï
- 2008: DNF Ironman Hawaï
- 2009:  Ironman 70.3 New Orleans - 4:17.50
- 2009: 23e overall Ironman 70.3 Eagleman - 4:17.01
- 2009: DNF Ironman Hawaï
- 2011:  Ironman 70.3 Antwerpen - 4:26.44

### duatlon
- 1992: 4e WK korte afstand in Frankfurt
- 1993:  EK in Königslutter am Elm - 3:08.06
- 1994:  WK korte afstand in Hobart - 2:04.37
- 1995:  WK korte afstand in Cancún - 1:56.30
- 1995:  EK in Veszprém - 3:01.20
- 1996:  EK in Mafra - 2:06.07
- 1997:  WK lange afstand in Zofingen - 7:11.03

1978 geen vrouwen ·
1979 Lyn Lemaire (enige vrouw) ·
1980 Robin Beck ·
1981 Linda Sweeney ·
1982 (feb.) Kathleen McCartney ·
1982 (okt.) Julie Leach ·
1983 Sylviane Puntous ·
1984 Sylviane Puntous ·
1985 Joanne Ernst ·
1986 Paula Newby-Fraser ·
1987 Paula Newby-Fraser ·
1988 Erin Baker ·
1989 Paula Newby-Fraser ·
1990 Erin Baker ·
1991 Paula Newby-Fraser ·
1992 Paula Newby-Fraser ·
1993 Paula Newby-Fraser ·
1994 Paula Newby-Fraser ·
1995 Karen Smyers ·
1996 Paula Newby-Fraser ·
1997 Heather Fuhr ·
1998 Natascha Badmann ·
1999 Lori Bowden ·
2000 Natascha Badmann ·
2001 Natascha Badmann ·
2002 Natascha Badmann ·
2003 Lori Bowden ·
2004 Natascha Badmann ·
2005 Natascha Badmann ·
2006 Michellie Jones ·
2007 Chrissie Wellington ·
2008 Chrissie Wellington ·
2009 Chrissie Wellington ·
2010 Mirinda Carfrae ·
2011 Chrissie Wellington ·
2012 Leanda Cave ·
2013 Mirinda Carfrae ·
2014 Mirinda Carfrae ·
2015 Daniela Ryf ·
2016 Daniela Ryf ·
2017 Daniela Ryf ·
2018 Daniela Ryf ·
2019 Anne Haug
2008 Catriona Morrison ·
2007 Catriona Morrison ·
2006 Yvonne van Vlerken ·
2005 Erika Csomor ·
2004 Ulrike Schwalbe ·
2003 Fiona Docherty ·
2002 Karin Thürig ·
2001 Karin Thürig ·
2000 Edwige Pitel ·
1999 Debbie Nelson ·
1998 Lori Bowden ·
1997 Natascha Badmann
1990: Thea Sybesma ·
1991: Erin Baker ·
1992: Jenny Alcorn ·
1993: Carol Montgomery ·
1994: Irma Heeren ·
1995: Natascha Badmann ·
1996: Jackie Gallagher ·
1997: Irma Heeren ·
1998: Irma Heeren ·
1999: Jackie Gallagher ·
2000: Stephanie Forrester ·
2001: Erika Csomor ·
2002: Corine Raux ·
2003: Edwige Pitel ·
2004: Erika Csomor ·
2005: Michelle Dillon  ·
2006: Catriona Morrison ·
2007: Vanessa Fernandes ·
2008: Vanessa Fernandes ·
2009: Vendula Frintová ·
2010: Catriona Morrison ·
2011: Katie Hewison ·
2012: Felicity Sheedy-Ryan ·
2013: Ai Ueda ·
2014: Sandra Levenez ·
2015: Emma Pallant